# Токугава Иэсада
Токугава Иэсада (яп. 徳川 家定, 6 мая 1824 — 14 августа 1858) — 13-й сёгун Японии из династии Токугава (1853—1858). Был физически слабым и непригодным к государственному управлению. В правление Иэсада начался период Бакумацу.

## Биография
Сын и преемник 12-го сёгуна Токугава Иэёси, правившего в 1837—1853 годах.
В июне 1853 года после смерти своего отца 29-летний Токугава Иэсада занял сёгунский престол в замке Эдо.
Он родился больным и после смерти отца пробыл на посту сёгуна только пять лет. Это был тревожный период в истории Японии, когда ей пришлось заключить неравноправные договоры с европейскими державами и США. Из-за своей болезни Токугава Иэсада не принимал непосредственного участия в дипломатических переговорах.
В правление Иэсада в январе 1855 года был подписан первый русско-японский трактат в городе Симода, между Россией и Японией установились дипломатические отношения.
Сёгунское правительство подписало Канагавский договор с США (31 марта 1854), договор о дружбе с Великобританией в Нагасаки (14 октября 1854), договоры о дружбе и торговле с США (договор Гарриса) (29 июля 1858), с Голландией (18 августа 1858), с Россией (19 августа 1858), с Великобританией (26 августа 1858) и с Францией (9 октября 1858). Эти неравноправные договоры привели к ликвидации самоизоляции Японии и росту иностранного влияния. Японский император Комэй был главным противником такой политики сёгуната.
В 1855 году в городе Нагасаки при поддержке Нидерландов была открыта военно-морская школа, обучение в которой вели голландские офицеры. Первыми учениками были вассалы бакуфу, потом стали принимать и княжеских самураев.
В ноябре 1856 года Токугава Иэсада женился на принцессе Ацу (1836—1883), приёмной дочери даймё Сацумы Симадзу Нариакиры.

## Смерть и последствия
14 августа 1858 года 34-летний сёгун Токугава Иэсада скончался и был похоронен при храме Канъэйдзи в Уэно (Токио). После смерти бездетного сёгуна между двумя фракциями в бакуфу начались конфликты из-за права наследования. Токугава Нариаки из Мито, Сацума и другие княжества выступали за кандидатуру Токугава Ёсинобу. Но сёгунский гарем и чиновники бакуфу во главе с министром Ии Наосукэ добились избрания на пост сёгуна Токугава Иэмоти. Борьба за сёгунский престол закончилась репрессиями Ансэй.